# Myxine jespersenae
Myxine jespersenae is een kaakloze vissensoort uit de familie van de slijmprikken (Myxinidae). De wetenschappelijke naam van de soort is voor het eerst geldig gepubliceerd in 2005 door Møller, Feld, Poulsen, Thomsen & Thormar.